# Московская областная дума 5 созыва
Московская областная дума 5 созыва из 50 депутатов была сформирована по итогам выборов, состоявшихся 4 декабря 2011 года. Срок полномочий — 5 лет, с декабря 2011 года по декабрь 2016 года.
12 декабря «Единая Россия», после заседания президиума генсовета партии, представила депутатам Мособлдумы Игоря Брынцалова в качестве кандидата на должность председателя думы.
Первое заседание состоялось 15 декабря 2011 года. На нём депутатам были вручены удостоверения депутатов Московской областной Думы. Также был избран председатель. Им стал Игорь Брынцалов. За него проголосовало 47 депутатов из 49 присутствующих, двое воздержались. После избрания рабочих органов выступил губернатор Московской области Борис Громов, который отметил, что состав думы значительно обновился, но принцип преемственности обеспечен.
Второе заседание, на котором будут сформированы рабочие органы парламента (определены заместители председателя думы, первый заместитель, структура комитетов и комиссий думы), состоится 22 декабря.

## Выборы
Выборы состоялись в единый день голосования 4 декабря 2011 года. Впервые в Московской области они проходили по смешанной системе: из 50 депутатов 25 были избраны по избирательным спискам партий, а 25 — по одномандатным округам. 8 декабря 2011 года Мособлизбирком объявил окончательные результаты выборов: «Единая Россия» получила 29 мест, КПРФ — 11, «Справедливая Россия» — 6, ЛДПР — 4.

## Передача мандатов

### Послевыборные отказы
Впоследствии некоторые лидеры партийных списков отказались от своих мандатов.
В списке Единой России:
- Борис Громов отказался, чтобы остаться в должности губернатора Московской области. Его мандат получила Алла Качан.
- Лариса Лазутина была избрана по одномандатному округу. Её мандат получила Алла Полякова.
- Виктор Пугачёв. Его мандат получил Леонид Мазо.
- Сергей Князев был избран по одномандатному округу. Его мандат получил Алексей Рогозин.

В списке КПРФ:
- Владимир Кашин отказался, так как был избран в Госдуму РФ 6 созыва. Его мандат получил Сергей Фёдоров.
- Николай Васильев отказался, так как был избран в Госдуму РФ 6 созыва. Его мандат получил Виталий Фёдоров.

В списке Справедливой России:
- Галина Хованская отказалась, так как была избрана в Госдуму РФ 6 созыва. Её мандат получила Александра Сапа.
- Александр Романович отказался, так как был избран в Госдуму РФ 6 созыва. Его мандат получил Евгений Яремёнко.

В списке ЛДПР:
- Владимир Жириновский отказался, так как был избран в Госдуму РФ 6 созыва. Его мандат получил Александр Калтайс.

### Последующие переходы мандатов
- 26 апреля 2012 года депутат от фракции «Единая Россия» Леонид Мазо досрочно сложил с себя полномочия. Официально было заявлено, что он это сделал в связи с семейными обстоятельствами, однако председатель областного избиркома Ирек Вильданов не исключил, что Мазо сложил полномочия ради губернатора Московской области Бориса Громова[4]. Депутатский мандат был нужен Громову, чтобы занять должность сенатора (согласно закону, кандидат на этот пост должен быть депутатом регионального парламента или муниципального совета депутатов). 10 мая 2012 года Мособлизбирком утвердил Бориса Громова депутатом Московской областной думы, а 11 мая Громов покинул пост губернатора и получил удостоверение депутата.[5] Однако уже 12 мая новый губернатор Московской области Сергей Шойгу назначил своего предшественника Бориса Громова представителем правительства Московской области в Совете Федерации.[6] После этого Громов сдал мандат депутата. Затем 7 июня на освободившуюся должность депутата региональным политсоветом московского отделения «Единой России» снова был выдвинут Леонид Мазо[7], а 14 июня на очередном заседании Избирательной комиссии Московской области вакантный мандат был снова передан Мазо[8].

- 6 февраля 2014 года депутат от фракции «Единая Россия» Марина Захарова досрочно сложила депутатские полномочия, так как губернатор Московской области А. Воробьёв назначил её министром образования области. За принятие решения проголосовали большинство депутатов.[9] Поскольку Захарова была избрана по одномандатному округу (№ 12 Наро-Фоминский), то на освободившийся мандат назначены новые выборы, которые состоялись в Наро-Фоминском округе в единый день голосования 14 сентября 2014 года. Из 5 кандидатов было зарегистрировано 4. При явке 21,61 % избирателей большинство голосов (52,21 %) получил Александр Баранов от патрии «Единая Россия», который ранее уже был депутатом Мособлдумы (4 созыв).[10][11]

- 13 марта 2014 года депутат от фракции «Единая Россия» и зампреда Комитета по вопросам строительства, архитектуры, жилищно-коммунального хозяйства и энергетики Владислав Юдин досрочно сложил депутатские полномочия в связи с назначением на должность и. о. главы Талдомского района. Поскольку он был избран по одномандатному округу (№ 2 Дмитровский), то на освободившийся мандат назначены новые выборы, которые состоялись в единый день голосования 14 сентября 2014 года. В выборах участвовало 5 кандидатов от партий. При явке 48 % избирателей большинство голосов (57,65 %) получил Сергей Кошман от патрии «Единая Россия», занимавший должность главы Ленинского района[12] Однако после избрания он отказался от мандата, объяснив это «проблемами со здоровьем после автокатастрофы». Это стало для многих неожиданностью.[13] Провести новые выборы законодательство разрешало лишь через год в единый день голосования 13 сентября 2015 года[14] Летом 2015 гобы было зарегистрировано 5 кандидатов от партий. 13 сентября 2015 года прошли выборы. При явке 27,63 % избирателей большинство голосов (64,68 %) получила Марина Шевченко от патрии «Единая Россия», муниципальный депутат города Дмитров.[15]

## Состав
| №  | Депутат                                                   | Вид избрания                                                             | фракция               | до избрания |
| -- | --------------------------------------------------------- | ------------------------------------------------------------------------ | --------------------- | --- |
| 1  | Борис Громов → Алла Качан                                 | по списку «Единой России»,общая часть ОИК № 08 «Красногорский» (35.19 %) | «Единая Россия»       | министр экологии и природопользования правительства Московской области |
| 2  | Лариса Лазутина → Алла Полякова                           | по списку «Единой России», общая часть ОИК № 01 «Балашихинский»          | «Единая Россия»       | генеральный директор ООО "Группа компаний «Антэй» |
| 3  | Виктор Пугачёв → Леонид Мазо → Борис Громов → Леонид Мазо | по списку «Единой России», общая часть ОИК № 25 «Электростальский»       | «Единая Россия»       | гендиректор ОАО «Московская областная энергосетевая компания» |
| 4  | Игорь Брынцалов                                           | по списку «Единой России», общая часть                                   | «Единая Россия»       | представитель в Совете Федерации РФ от Московской областной думы |
| 5  | Сергей Князев → Алексей Рогозин                           | по списку «Единой России», общая часть ОИК № 12 «Наро-Фоминский»         | «Единая Россия»       | зам. гендиректора ООО «Промтехнология» |
| 6  | Владимир Шапкин                                           | по списку «Единой России» общая часть                                    | «Единая Россия»       | руководитель исполкома регионального отделения «Единой России» в Московской области |
| 7  | Никита Чаплин                                             | по списку «Единой России» общая часть                                    | «Единая Россия»       | депутат Московской областной думы 4 созыва, председатель Комитета по аграрной политике, землепользованию, природным ресурсам и экологии                                                                  |
| 8  | Алексей Бодунков                                          | по списку «Единой России» ОИК № 23 «Химкинский» (45.43 %)                | «Единая Россия»       | советник губернатора Московской области Б. Громова |
| 9  | Александр Шаров                                           | по списку «Единой России» ОИК № 01 «Балашихинский» (45.14 %)             | «Единая Россия»       | депутат Московской областной думы 4 созыва |
| 10 | Николай Черкасов                                          | по одномандатному округу № 01 Балашихинский                              | «Единая Россия»       | депутат Московской областной думы 4 созыва, председатель Комитета по статусу, регламенту и депутатской этике                                                                                             |
| 11 | Владислав Юдин                                            | по одномандатному округу № 02 Дмитровский                                | «Единая Россия»       | генеральный директор ООО «Эко-Жилком» |
| 12 | Вячеслав Крымов                                           | по одномандатному округу № 03 Домодедовский                              | «Единая Россия»       | министр экономики правительства Московской области |
| 13 | Валерий Аксаков                                           | по одномандатному округу № 04 Егорьевский                                | «Единая Россия»       | депутат и председатель Московской областной думы 4 созыва |
| 13 | Евгений Аксаков                                           | по одномандатному округу № 04 Егорьевский                                | «Единая Россия»       | инспектор отдела профессиональной подготовки личного состава ГУВД Московской области, сын Валерия Аксакова                                                                                               |
| 14 | Сергей Юдаков                                             | по одномандатному округу № 05 Клинский                                   | «Единая Россия»       | депутат и первый заместитель председателя Московской областной думы 4 созыва |
| 15 | Алексей Мазуров                                           | по одномандатному округу № 06 Коломенский                                | «Единая Россия»       | ректор Московского государственного областного социально-гуманитарного института (Коломна) |
| 16 | Галина Уткина                                             | по одномандатному округу № 08 Красногорский                              | «Единая Россия»       | депутат Московской областной думы 4 созыва, председатель Комитета по вопросам охраны здоровья |
| 17 | Владимир Тыцкий                                           | по одномандатному округу № 09 Ленинский                                  | «Единая Россия»       | управляющий директор ОАО «Москокс» |
| 18 | Вячеслав Губин                                            | по одномандатному округу № 10 Люберецкий                                 | «Единая Россия»       | председатель совета люберецкого районного потребительского общества «Возрождение» |
| 19 | Марина Захарова → Александр Баранов                       | по одномандатному округу № 12 Наро-Фоминский                             | «Единая Россия»       | депутат Московской областной думы 4 созыва |
| 20 | Иван Жуков                                                | по одномандатному округу № 13 Ногинский                                  | «Единая Россия»       | депутат и заместитель председателя Московской областной думы 4 созыва |
| 21 | Лариса Лазутина                                           | по одномандатному округу № 14 Одинцовский                                | «Единая Россия»       | депутат Московской областной думы 4 созыва, председатель Комитета по вопросам образования, культуры, спорта, делам молодежи и туризма                                                                    |
| 22 | Эдуард Живцов                                             | по одномандатному округу № 15 Орехово-Зуевский                           | «Единая Россия»       | генеральный директор ООО «Гранд» |
| 23 | Александр Дюбанов                                         | по одномандатному округу № 16 Подольский                                 | «Единая Россия»       | сотрудник администрации города Подольска, председатель Комитета по культуре, туризму и рекламно издательской деятельности                                                                                |
| 24 | Сергей Князев                                             | по одномандатному округу № 17 Пушкинский                                 | «Единая Россия»       | депутат Московской областной думы 4 созыва |
| 25 | Владимир Дупак                                            | по одномандатному округу № 19 Рузский                                    | «Единая Россия»       | депутат Московской областной думы 4 созыва |
| 26 | Александр Двойных                                         | по одномандатному округу № 20 Сергиево-Посадский                         | «Единая Россия»       | генеральный директор ООО «ТФЦ Арктур» |
| 27 | Владимир Алексеев                                         | по одномандатному округу № 22 Ступинский                                 | «Единая Россия»       | депутат и заместитель председателя Московской областной думы 4 созыва |
| 28 | Александр Иванов                                          | по одномандатному округу № 23 Химкинский                                 | «Единая Россия»       | пенсионер |
| 29 | Владимир Пекарев                                          | по одномандатному округу № 25 Электростальский                           | «Единая Россия»       | депутат Госдумы пятого созыва, член Комитета по регламенту и организации работы Госудумы |
| 30 | Владимир Кашин → Сергей Фёдоров                           | по списку «КПРФ», общая часть ОИК № 09 «Рузский»                         | «КПРФ»                | депутат Московской областной Думы 4 созыва |
| 31 | Николай Васильев → Виталий Фёдоров                        | по списку «КПРФ», общая часть ОИК № 06 «Коломенский»                     | «КПРФ»                | зам. директора ЗАО торгово-промышленная компания «Сенеж» |
| 32 | Валентин Куликов                                          | по списку «КПРФ» общая часть                                             | «КПРФ»                | депутат и заместитель председателя Московской областной думы 4 созыва |
| 33 | Константин Черемисов                                      | по списку «КПРФ» общая часть                                             | «КПРФ»                | депутат Московской областной думы 4 созыва |
| 34 | Александр Наумов                                          | по списку «КПРФ» общая часть                                             | «КПРФ»                | депутат Московской областной думы 4 созыва |
| 35 | Наталья Еремейцева → Александр Аниканов                   | по списку «КПРФ», общая часть ОИК № 18 «Раменский»                       | «КПРФ»                | депутат Московской областной Думы 4 созыва |
| 36 | Олег Емельянов                                            | по списку «КПРФ» общая часть                                             | «КПРФ»                | гендиректор ООО «ВетПромТорг» |
| 37 | Татьяна Ордынская                                         | по одномандатному округу № 07 Королёвский                                | «КПРФ»                | главный редактор газеты «Позиция» (Королёв) |
| 38 | Светлана Зинина                                           | по одномандатному округу № 11 Мытищинский                                | «КПРФ»                | доцент «Российского университета кооперации», факультет международных экономических отношений, кафедра менеджмента                                                                                       |
| 39 | Михаил Леонтьев                                           | по одномандатному округу № 21 Серпуховский                               | «КПРФ»                | сотрудник администрации города Серпухова, первый заместитель главы города П. Н. Залесова |
| 40 | Наталья Дудка                                             | по одномандатному округу № 24 Щёлковский                                 | «КПРФ»                | депутат Московской областной думы 4 созыва |
| 41 | Галина Хованская → Николай Карпушев → Александра Сапа     | по списку «Справедливой России» ОИК № 11 «Одинцовский» (19.65 %)         | «Справедливая Россия» | депутат Госдумы РФ пятого созыва президент ООО "Управляющая Компания «КапиталСтройИнвест» гендиректор ООО «Мытищинский электромеханический завод», депутат Совета депутатов Мытищ на непостоянной основе |
| 42 | Александр Романович → Евгений Яремёнко                    | по списку «Справедливой России», ОИК № 14 «Одинцовский» (16.55 %)        | «Справедливая Россия» | зам. гендиректора по связям с общественностью ОАО «Трест Мособлстрой № 6» |
| 43 | Иван Чарышкин                                             | по списку «Справедливой России» общая часть                              | «Справедливая Россия» | депутат Московской областной Думы 4 созыва на постоянной основе |
| 44 | Сергей Керселян                                           | по списку «Справедливой России» общая часть                              | «Справедливая Россия» | руководитель ООО торговая компания «Веста-СА», депутат Совета депутатов города Королёва на непостоянной основе.                                                                                          |
| 45 | Денис Лебедев                                             | по списку «Справедливой России» общая часть                              | «Справедливая Россия» | первый заместитель руководителя Центра общественных связей ООО Фирма «Оскордъ-Ц» |
| 46 | Игорь Чистюхин                                            | по одномандатному округу № 18 Раменский                                  | «Справедливая Россия» | президент МООО «Антикоррупционный комитет» |
| 47 | Владимир Жириновский → Александр Калтайс                  | по списку «ЛДПР» общая часть                                             | «ЛДПР»                | зам. председателя исполкома РОО Московской области «За единое Подмосковье» |
| 48 | Александр Ливадченко                                      | по списку «ЛДПР» общая часть                                             | «ЛДПР»                | председатель исполкома РОО Московской области «За единое Подмосковье» |
| 49 | Андрей Вихарев                                            | по списку «ЛДПР» общая часть                                             | «ЛДПР»                | директор ООО"Первая производственная компания", и. о. депутата Совета депутатов городского округа Жуковский на непостоянной основе                                                                       |
| 50 | Кирилл Жигарев                                            | по списку «ЛДПР», общая часть                                            | «ЛДПР»                | зам. председателя исполкома РОО Московской области «За единое Подмосковье» |